# Sazed Ul Alam
Sazed Ul Alam, född 1 september 1956 i Chittagong, är en professionell sitarspelare och ägare till klädföretaget Dolca. Han är yngsta son till författaren Mahbubul Alam.
Sazed har tidigare bott i Sverige under tjugo år och är nu bosatt i Elche i den spanska regionen Valencia.[källa behövs]

## Diskografi

### Album
- 1993: Raga Marwa – Bengali Folktune (med Bagwant Subhash Dhunoohchand)[1]